# Jaboatão dos Guararapes
Jaboatão dos Guararapes este un oraș în Pernambuco (PE), Brazilia.